# هربرت إس. أورباخ
هربرت إس. أورباخ (بالإنجليزية: Herbert S. Auerbach)‏ هو شخصية أعمال وسياسي أمريكي، ولد في 1882، وتوفي في 1945. انتخب عضو مجلس نواب ولاية يوتا.